# Elizabeth Fennema
Elizabeth Fennema (* 1928 in Winfield (Kansas) als Elizabeth Hammer; † 20. Dezember 2021) war eine US-amerikanische Mathematikpädagogin.

## Leben und Wirken
Fennema ist bekannt für ihre genderspezifischen Studien zum Mathematikunterricht. Sie studierte Psychologie und Pädagogik an der Kansas State University und der University of Wisconsin-Madison mit dem Master-Abschluss in Pädagogik 1952. Anfang der 1960er Jahre befasste sie sich wieder an der Universität mit Pädagogik und wurde 1969 promoviert (Dissertation: A Study of the Relative Effectiveness of a Meaningful Concrete and a Meaningful Symbolic Model in Learning a Selected Mathematical Principle), wobei sie sich auf Mathematikpädagogik spezialisierte, die damals im Rahmen der Neuen Mathematik viele Forschungsmittel erhielt. Anschließend lehrte und forschte sie an der University of Wisconsin, wo sie Professorin am Wisconsin Center for Education Research war. 1996 wurde sie emeritiert.
Fennema studierte mit Julia Sherman Besonderheiten und Benachteiligungen beim Mathematikunterricht für Mädchen an Schulen (Fenneman-Sherman-Studies). Zu diesem Zweck wurden Fragebogen verschickt und ausgewertet, die die genderspezifische Einschätzung von Mathematik erkundeten (Fennema-Sherman-Mathematics-Attitude-Scales, MAS). Ein erster Bericht wurde 1977 veröffentlicht.
Mit Kollegen entwickelte sie später die Methode des Mathematikunterrichts für Kinder der Cognitively Guided Instruction (CGI), dargestellt im Buch Children´s Mathematics. Sie beruht auf der Beobachtung des (natürlichen und im Unterricht erlernten) Problemlösungsverhaltens der Kinder und angepasster Reaktion der Lehrer.
1994 wurde sie zum Ehrendoktor der Mount Mary University, vormals Mount Mary College, ernannt.
Fennema ist seit 1948 verheiratet mit dem Naturwissenschaftler Owen R. Fennema, welcher mit zahlreichen Publikationen, unter anderem Fennema’s Food Chemistry, eine weltweite Bekanntheit erlangte.

## Schriften
- Fennema, Sherman: Sex-related differences in mathematical achievement, spatial visualization and affective factors, American Educational Research Journal, Band 14, 1977, S. 51–71
- Fennema, Sherman: Sex-related differences in mathematical achievement and related factors: A further study, Journal for Research in Mathematics Education, Band 9, 1978, S. 189–203
- Fennema, P. Wolleat, J. D. Pedro, A. D. Becker: Increasing women's participation in mathematics: an intervention study, Journal of Research in Mathematical Education, Band 12, 1981, S. 3–14
- Herausgeber mit Gilah Leder: Mathematics and Gender, Teachers College Press 1990
- Thomas P. Carpenter, E. Ansell, M. L. Franke, E. Fennema, L. Weisbeck: Models of problem solving: A study of kindergarten children's problem-solving processes. Journal for Research in Mathematics Education, Band 24, 1993, S. 427–440.
- T. P. Carpenter, E. Fennema, M. Franke, L. Levi, S. Empson. Children’s Mathematics, Second Edition: Cognitively Guided Instruction. Portsmouth, NH: Heinemann, 2014.
- T. P. Carpenter, Karen Fuson, James Hiebert, Hanlie Murray, Diane Wearne: Making Sense. Teaching and Learning Mathematics with Understanding, Heinemann 1997